# Where Were You Last Night
Where Were You Last Night es un álbum de 1989 realizado por la cantante sueca Ankie Bagger, de este álbum solo sacó tres sencillos. El grupo finés Nightwish realizó una versión en su sencillo Wish I Had an Angel del tema "Where Were You Last Night", con este lanzamiento la canción tuvo más popularidad que antes.

## Canciones
1. Where Were You Last Night 4:13
2. I Was Made for Lovin You" 4:01
3. There's No Reason 3:39
4. Dance the Night Away 3:42
5. People Say It's in the Air 3:27
6. Don't You Know Don't You Know 4:52
7. In My House 3:48
8. Love Really Hurts Without You 3:27
9. It's You 4:02
10. Relax 4:51
11. Sandy, Sandy 3:46
12. Where Were You Last Night (12" remix) 7:46

## Sencillos
"People Say It's in the Air 3:27
"Where Were You Last Night 4:13
"I Was Made for Lovin' You" 4:01
- Datos: Q3024740